# Ultzurrun
Ultzurrun és una localitat navarresa pertanyent al municipi de Ollaran. Està situat en la Merindad de Pamplona, en la Cuenca de Pamplona. La seva població el 2014 era de 81 habitants.